# Дуб-велетень-2 (пам'ятка природи)
Дуб-велетень-2 — ботанічна пам'ятка природи місцевого значення. Об'єкт розташований на території Шацького району Волинської області, ДП «Шацьке УДЛГ», Ростанське лісництво, квартал 32, виділ 32.
Площа — 0,1 га, статус отриманий у 2000 році.
Охороняється окреме дерево дуба звичайного (Quercus robur) віком близько 300 років. 